# Gordon Bajnai
György Gordon Bajnai (født 5. marts 1968 i Szeged) var premierminister i Ungarn fra 2009 til 2010. Bajnai blev nomineret af det regerende MSZP-parti til at blive Ungarns næste statsminister, i marts 2009, efter Ferenc Gyurcsánys bebudede fratrædelse. Bajnai blev statsminister, da parlamentet vedtog et mistillidsvotum imod Ferenc Gyurcsány 14. april 2009.